# Сенчин, Роман Валерьевич
Рома́н Вале́рьевич Се́нчин (род. 2 декабря 1971, Кызыл, Тувинская АССР) — российский прозаик, редактор, литературный критик, вокалист групп «Гаражная мелодика» и «Свободные радикалы».

## Биография
Родился в Кызыле Тувинской АССР в семье служащих. После окончания школы продолжил обучение в Ленинграде, затем проходил действительную военную службу в Карелии.
В 1993 году из-за обострившихся в республике межнациональных отношений семья Сенчиных покинула Кызыл и переселилась в Красноярский край, где начала заниматься фермерским хозяйством.
В начале 1990-х годов Роман Сенчин попеременно живёт в Абакане и Минусинске, где работает монтировщиком сцены в Минусинском драмтеатре, дворником, грузчиком. В 1995—1996 годах в местных изданиях появляются первые рассказы Сенчина. Первые публикации в Москве — в журнале «Наш современник».
В 1996—2001 годах учится в Литературном институте (семинар Александра Рекемчука), становится постоянным автором «Октября», «Дружбы народов», «Нового мира», «Знамени», позже — «Урала», «Авроры» и других журналов. По окончании Литературного института ведёт там семинар прозы (2001—2003), живёт в Москве.
Автор романов «Минус», «Нубук», «Елтышевы», «Информация», сборников рассказов «Иджим», «День без числа», «Абсолютное соло», «Изобилие».
В 2009 году роман «Елтышевы» входит в шорт-листы литературных премий «Большая книга», «Русский Букер», «Ясная Поляна», «Национальный бестселлер», получает много критических отзывов. В 2011 году роман «Елтышевы» вошёл в шорт-лист премии «Русский Букер десятилетия».
В 2012 году получает Премию правительства РФ, в 2015 году — третью премию «Большая книга» (за роман «Зона затопления»), в 2017 г. — премию «Писатель XXI века» в номинации «Проза» (за книгу «Постоянное напряжение» (М.: «Эксмо», 2017)).
В начале 2017 года из Москвы переезжает в Екатеринбург, объясняя это тем, что «время, когда писатели стремились в Москву, прошло». В последующем становится помощником депутата Госдумы России от КПРФ Сергея Шаргунова (на общественных началах).
По мнению критика А. Г. Рудалёва: «Сенчин представляет себя таким, каким его привыкли видеть: нелюдимый человек в чёрном и пишущий депрессивную прозу. Он этим вводит в заблуждение и многие заблуждаются. На самом деле это очень светлый писатель, при этом предельно серьёзный».

## Образ Романа Сенчина в современной художественной литературе
- Роман Сенчин — главный герой или прототип главных героев (Свечин, Чащин и т. п.) большинства собственных произведений[10].
- Писатель Роман Сенчин — главный герой рассказа Александра Карасёва «Серёжки»[11][12].
- Журналист и писатель Олег Свечин, персонаж самого Сенчина, перекочевал в книгу Анны Козловой «Превед победителю».

## Избранная критика
- Майя Кучерская. Погружение в пустоту (О книге Романа Сенчина «Афинские ночи») // Новый мир. — 2001. — № 10.
- Елена Погорелая. Путь чувственности к духу (О книге Романа Сенчина «Вперед и вверх на севших батарейках») // Октябрь. — 2008. — № 5.
- Лев Пирогов. Мёртвые души и доктор Сенчин (О книге Романа Сенчина «Елтышевы») // Литературная газета. — 2009. — № 45.
- Лиза Новикова. Наследники семейного романа (О книге Романа Сенчина «Елтышевы») // Infox.ru. — 2009. 2 декабря.
- Алексей Варламов, Владимир Березин, Евгений Ермолин, Мария Ремизова, Ирина Богатырёва. О повести Романа Сенчина «Чего вы хотите?» // Дружба народов. — 2013. — № 4.
- Станислав Секретов. Все будет хорошо? (О книге Романа Сенчина «Чего вы хотите?») // Homo Legens. — 2014. — № 1.
- Станислав Секретов. Обыкновенная трагедия (О книге Романа Сенчина «Зона затопления») // Дружба народов. — 2015. — № 4.